# Eugnosta hydrargyrana
Eugnosta hydrargyrana is een vlinder uit de familie bladrollers (Tortricidae). De wetenschappelijke naam is voor het eerst geldig gepubliceerd in 1842 door Eversmann.
De soort komt voor in Europa.